# Cotulla
Cotulla er en amerikansk by og administrativt centrum for det amerikanske county La Salle County i staten Texas. I 2000 havde byen et indbyggertal på 3.614.
28°26′3″N 99°14′11″V / 28.43417°N 99.23639°V